# 106. brigada HV
106. brigada Hrvatske vojske osnovana je 28. lipnja 1991. godine u gradu Osijeku. Kroz brigadu je prošlo preko 10 000 vojnika, poginulo je 196 pripadnika brigade, a 850 je teže ili lakše ranjeno. Odlikovana je Redom Nikole Šubića Zrinskog, a za iskazano junaštvo njezinih pripadnika u Domovinskom ratu.

## Ratni put
106. brigada Zbora narodne garde, odnosno Hrvatske vojske, ustrojena je 28. lipnja 1991. godine u gradu Osijeku, koji se već nalazio pod udarom srpskih paramilicija iz Tenje.
Već početkom srpnja 1991. jedan vod 1. bojne sudjelovao je u borbama u selu Ćelija. Ćelije su bile prvo hrvatsko selo uništeno i spaljeno u Domovinskom ratu.
Brigada je svoj najveći obol dala u obrani Osijeka, ali i na mnogim drugim bojištima, kao što je južno bojište i bojište Bosanske Posavine.
Kroz brigadu je prošlo preko 10 000 vojnika, poginulo je 196 pripadnika brigade, a 850 je teže ili lakše ranjeno.

## Odlikovanja
Odlikovana je Redom Nikole Šubića Zrinskog, a za iskazano junaštvo njezinih pripadnika u Domovinskom ratu.

## Vanjske poveznice
- Fotografije 106. birgade  Arhivirana inačica izvorne stranice od 23. svibnja 2012. (Wayback Machine)